# Manuel Orantes
Manuel Orantes Corral (ur. 6 lutego 1949 w Grenadzie) – hiszpański tenisista, zwycięzca wielkoszlemowego turnieju US Open w grze pojedynczej, reprezentant w Pucharze Davisa.

## Życiorys
Był zawodnikiem leworęcznym. Karierę rozpoczynał jako specjalista klasycznego tenisa z linii końcowej, by z czasem urozmaicić styl gry o liczne elementy i stać się graczem wszechstronnym, dobrze czującym się w każdej strefie kortu. Słynął zarówno z gry wolejowej, jak i precyzyjnych minięć, szczególnie topspinowych lobów. Mocną stroną jego tenisa była także umiejętność przewidywania zagrań przeciwnika. Ceniony za sportową postawę na korcie, uważany jest za jednego z najlepszych hiszpańskich graczy na kortach o nawierzchni twardej.
Kariera Manuela Orantesa przypadła na ostatnie lata podziału na tenis amatorski i zawodowy oraz początek tzw. ery „open”. Urodzony w Grenadzie, treningi tenisowe odbywał w Barcelonie, m.in. pod okiem Andrésa Gimeno. W 1966 jako nierozstawiony zawodnik triumfował w nieoficjalnych mistrzostwach świata juniorów Orange Bowl. Rok później wygrał zaproszeniowe juniorskie mistrzostwa Wimbledonu. Dobre rezultaty zaowocowały powołaniem do hiszpańskiej reprezentacji daviscupowej, która w 1967 osiągnęła finał. Orantes zaliczył wprawdzie zwycięski debiut, w meczu I rundy strefy europejskiej pokonując Egipcjanina Moataza El Sonbola, ale późniejsze wyniki pucharowe w sezonie 1967 nie były szczególnie udane. Dwie singlowe porażki w finale międzystrefowym, poniesione z rąk Południowoafrykańczyków Cliffa Drysdale’a i Raya Moore’a, nie miały ostatecznie znaczenia wobec dobrej postawy słynnego Manuela Santany; Orantes przegrał jednak także oba swoje mecze singlowe w światowym finale, ulegając Johnowi Newcombe’owi i Royowi Emersonowi, uległ ponadto w deblu – w parze z Santaną – Newcombe’owi i Tony’emu Roche’owi. W efekcie po raz czwarty z rzędu po trofeum sięgnęli Australijczycy, prowadzeni przez wybitnego trenera Harry’ego Hopmana.
Od początku lat 70. dołączył do szerokiej czołówki światowej. W 1969 wygrał turniej w Barcelonie; międzynarodowym mistrzem Hiszpanii był w 1971 i 1974. W 1972 sięgnął po dwa ważne triumfy – wygrał w Rzymie i Hamburgu. W tym samym sezonie był w półfinale mistrzostw Francji, przegrywając walkę z reprezentantem gospodarzy Patrickiem Proisy, co w efekcie oznaczało zmarnowanie szansy na hiszpańsko-hiszpański finał (zwycięzcą turnieju okazał się Gimeno). Orantes radził sobie dobrze nie tylko na kortach ziemnych – w 1972 drugi wielkoszlemowy półfinał zaliczył na Wimbledonie, gdzie przegrał z Rumunem Ilie Năstase. Dzięki tym wynikom Orantes znalazł się w 1972 w czołowej dziesiątce rankingu światowego. W sierpniu 1973, krótko po wprowadzeniu komputerowego rankingu, Hiszpan figurował w nim na pozycji wicelidera, chociaż akurat sezon 1973 miał nieco słabszy w porównaniu do poprzedniego.
W 1974 po raz pierwszy Orantes znalazł się w finale wielkoszlemowym w grze pojedynczej. Na French Open poprawił się w stosunku do występu z 1972 o jedną rundę, mając na rozkładzie takich znanych rywali, jak Guillermo Vilas czy Arthur Ashe. W meczu finałowym przeciwnikiem Hiszpana był Szwed Björn Borg. Orantes wygrał dwa pierwsze sety, ale Borg, który w trakcie turnieju ukończył 18 lat, nie zrezygnował z walki i w kolejnych partiach dominował zdecydowanie, pozwalając ugrać bardziej doświadczonemu rywalowi zaledwie dwa gemy. Jak się później okazało, zwycięstwem tym Borg otworzył sobie wielką karierę, a na kortach im. Rolanda Garrosa triumfował jeszcze pięciokrotnie. Pierwszemu finałowemu rywalowi Borga w Paryżu nie udało się już powtórzyć występu w decydującym meczu gry pojedynczej; w 1976 i 1978 Orantes dochodził do ćwierćfinałów, w 1979 i 1980 kończył starty na IV rundzie (1/8 finału). Warto dodać, że wcześniej Hiszpan był w IV rundzie tego turnieju już w 1970.
Na wielkoszlemowe zwycięstwo przyszło Orantesowi czekać jeszcze sezon. Odniósł je na międzynarodowych mistrzostwach USA, gdzie wcześniej nie mógł pochwalić się szczególnymi osiągnięciami. Wprawdzie w 1971 był w 1/8 finału, po wyeliminowaniu starszego o 20 lat legendarnego Pancho Gonzáleza (był to zarazem udany rewanż za porażkę na Wimbledonie w tymże roku), ale starty w 1972 i 1973 kończył na III rundzie, a w 1974 już na II rundzie. W 1975 rozstawiony z numerem trzecim, w ćwierćfinale pokonał Rumuna Năstase, a w półfinale stoczył niezwykły pojedynek z turniejową „dwójką” Guillermo Vilasem. Orantes przegrywał już 0:2 w setach i 0:2 w trzecim secie; wygrane od tego momentu kolejne sześć gemów było ostrzeżeniem dla Vilasa i zapowiedzią prawdziwego dramatu Argentyńczyka w kolejnej partii, kiedy to nie wykorzystał on prowadzenia 5:0 i pięciu piłek meczowych. Ostatecznie Orantes, po 3 godzinach i 44 minutach, zszedł z kortu jako zwycięzca (4:6, 1:6, 6:2, 7:5, 6:4). W powszechnej opinii miejscowej publiczności zmęczony pojedynkiem półfinałowym Hiszpan, który jak głosi anegdota zmagać się musiał dodatkowo w nocy z głośną naprawą awarii kanalizacji w hotelu, był bez szans w finale przeciwko najwyżej rozstawionemu Jimmy’emu Connorsowi. Connors półfinał z zazwyczaj solidnym Borgiem rozstrzygnął na swoją korzyść zdecydowanie 7:5, 7:5, 7:5. Mimo to właśnie Orantes sięgnął po zwycięstwo, wykorzystując podobną taktykę, jaką kilka miesięcy wcześniej Connorsa w finale Wimbledonu pokonał Arthur Ashe; Hiszpan zwalniał grę, grał tenis urozmaicony, ściągał Amerykanina do siatki i nękał go tam minięciami oraz lobami, sam także od czasu do czasu niespodziewanie atakował przy siatce. Connors nie wykorzystał szansy na objęcie prowadzenia w pierwszym secie i od tego czasu mecz stał się jednostronny, a końcowe zwycięstwo Hiszpana – 6:4, 6:3, 6:3 – było niezagrożone. Tym samym Orantes powtórzył sukces sprzed 10 lat rodaka Manuela Santany, a jego droga po tytuł była porównywana z osiągnięciem jednego z francuskich „Czterech Muszkieterów Tenisa” Henri Cocheta, który w 1927 wygrał Wimbledon, chociaż w półfinale przegrywał 0:2 w setach i 1:5 w trzecim secie z Billem Tildenem, a w finale 0:2 w setach z Jeanem Borotrą.
Przez kolejne dwa lata Orantes dochodził w US Open do ćwierćfinałów, również w Nowym Jorku nie powtórzył już nigdy finału. Na Wimbledonie jego największym osiągnięciem był wspomniany wyżej półfinał w 1972, który przez ponad 30 lat pozostawał najlepszym wynikiem Hiszpana w tym turnieju w erze „open”; dopiero w 2005 do ćwierćfinału doszedł Feliciano López, a rok później aż do finału Rafael Nadal. Z gry w wielkoszlemowym turnieju australijskim Orantes zrezygnował, jedyny start zaliczając w 1968. Był wówczas w ćwierćfinale singla, po pokonaniu Neale Frasera i porażce z Barrym Phillipsem-Moore, a w deblu w parze z Juanem Gisbertem w półfinale.
Niezależnie od rezultatów w Wielkim Szlemie Manuel Orantes odnosił inne sukcesy turniejowe, które pozwalały utrzymywać mu się w światowej czołówce. W 1975 po raz drugi został międzynarodowym mistrzem Niemiec, w tym samym sezonie wygrał również mistrzostwa Kanady i turniej w Monte Carlo. Rok później triumfował m.in. w dwóch hiszpańskich turniejach – w Barcelonie i Madrycie. W latach 1972–1978 regularnie występował w turnieju Masters (z przerwą jedynie w 1977), i z tą właśnie imprezą związany jest jeszcze jeden jego wielki sukces – końcowe zwycięstwo w 1976, które ma także miejsce w historii polskiego tenisa. Orantes przystąpił do Masters 1976 jako jeden z faworytów – wyeliminowany przez kontuzję przez znaczną część sezonu, finiszował skutecznie w cyklu Grand Prix, wygrywając pięć z sześciu imprez. W turnieju Masters pokonał w meczach grupowych Eddiego Dibbsa i Roscoe Tannera, a uległ Wojciechowi Fibakowi, co pozwoliło mu po raz pierwszy w karierze awansować do półfinału imprezy. W półfinale w trzech setach pokonał Amerykanina Harolda Solomona, by w decydującym meczu ponownie stanąć naprzeciwko Fibaka. Polski zawodnik przy stanie 1:1 w setach przejął inicjatywę, rozstrzygnął na swoją korzyść trzecią partię do zera i także w czwartym secie dominował, prowadząc już 4:1. Jeszcze raz dała o sobie znać wola walki Orantesa, który zdołał odwrócić losy spotkania i ostatecznie wygrać 5:7, 6:2, 0:6, 7:6, 6:1.
Mecz finałowy Masters 1976, ze względu na wielką szansę Fibaka na sukces, stał się w Polsce przedmiotem licznych analiz. Jako punkt zwrotny autorzy wskazują wywiad telewizyjny, jakiego przy zmianie stron w czwartym secie przy 4:1 dla Fibaka udzielił aktor Kirk Douglas. W poszczególnych relacjach z tej sytuacji występują znaczące różnice. Zbigniew Dutkowski pisze o trasmitowanym na duży ekran w hali wywiadzie, w którym pojawiły się pochwały pod adresem Fibaka kierowane przez Douglasa, który widząc przewagę polskiego tenisisty to jego wskazywał na faworyta do końcowego sukcesu, oraz ostrzeżenia żony aktora, zapewne pamiętającej wyczyny Orantesa z US Open 1974, by Hiszpana do końca nie lekceważyć. Kordian Tarasiewicz, powołując się na wspomnienia sędziego tego meczu Anglika Bertiego Bowrona, pisze że rozmowa z Douglasem tylko przypadkiem była słyszalna dla publiczności, i to sam Douglas miał powiedzieć zupełnie inne słowa „Jestem pewien wygranej Orantesa”. Obaj autorzy zgadzają się co do skutków tego wywiadu – Fibak grał do końca meczu usztywniony, a podbudowany Orantes wyczuł szansę i doprowadził pojedynek do szczęśliwego dla siebie końca.
Łącznie Manuel Orantes triumfował w 33 zawodowych turniejach w grze pojedynczej i w dalszych 35 grał w finałach. Nie był jednak wyłącznie singlistą. 22-krotnie triumfował w turniejach deblowych (przegrał 20 finałów), tworząc najlepsze pary z rodakami Juanem Gisbertem czy José Higuerasem. W Wielkim Szlemie raz doszedł do finału deblowego, w 1978 z Higuerasem na French Open. Hiszpanie pokonali wówczas w półfinale Fibaka i Toma Okkera, by w decydującym meczu nie sprostać Amerykanom Gene Mayerowi i Hankowi Pfisterowi 3:6, 2:6, 2:6. Ponadto Orantes był dwukrotnie z Gisbertem w półfinale French Open (1975, 1976), raz w półfinale Wimbledonu (1972) i raz w półfinale mistrzostw Australii (1968). W 1975 para Orantes-Gisbert triumfowała w deblowym Masters w Sztokholmie, gdzie o końcowym sukcesie – wobec gry systemem „każdy z każdym” – decydował stosunek rozegranych setów i gemów. W grze podwójnej Hiszpan wygrywał również m.in. międzynarodowe mistrzostwa Niemiec i Kanady.
Manuel Orantes przez lata zmagał się z licznymi kontuzjami. Kłopoty zdrowotne dotyczyły głównie barku, a także tzw. tenisowego łokcia. W efekcie kilkakrotnie Hiszpan zmuszony był do wielomiesięcznych przerw w grze, jak np. w sezonie 1976. Walka z urazami trwała praktycznie do końca kariery sportowej Orantesa, który jeszcze w 1983 z powodzeniem wrócił na korty po dłuższej przerwie, będąc w stanie pokonać w Monte Carlo triumfatora French Open w tymże roku, Francuza Yannicka Noaha (ze względu na kontuzje Hiszpan pod koniec kariery zrezygnował niemal z gry podwójnej). Zbigniew Dutkowski stawia hipotezę, że gdyby nie kontuzje, Orantes miałby szansę przebić pod względem osiągnięć swojego wielkiego poprzednika w hiszpańskim tenisie, Manuela Santanę, który może pochwalić się czterema tytułami wielkoszlemowymi, z Nowego Jorku, Londynu i dwoma z Paryża. Santana wyprzedza także Orantesa pod względem liczby występów w ekipie daviscupowej, chociaż dorobek młodszego z Hiszpanów jest także okazały – 87 meczów, z czego 60 wygranych. Orantes był ponadto w składzie zwycięskiej ekipy w inauguracyjnej edycji Drużynowego Pucharu Świata w 1978.

## Osiągnięcia wturniejach wielkoszlemowych
- French Open
  - gra pojedyncza – finał 1974
  - gra podwójna – finał 1978 (z José Higuerasem)
- US Open
  - gra pojedyncza – wygrana 1975

## Finały singlowe w turniejach wielkoszlemowych
- French Open 1974 – 6:2, 7:6, 0:6, 1:6, 1:6 z Björnem Borgiem
- US Open 1975 – 6:4, 6:3, 6:3 z Jimmym Connorsem

## Zwycięstwa turniejowe
- gra pojedyncza
  - 1969 Barcelona
  - 1971 Barcelona
  - 1972 Bastad, Bruksela, Caracas, Hamburg, Rzym
  - 1973 Indianapolis, Louisville, Nicea, Walencja
  - 1975 Bastad, Bournemouth, Kair, Hamburg, Indianapolis, Monte Carlo, Canadian Open, US Open
  - 1976 Barcelona, Kitzbuehel, Madryt, Monachium, Teheran, Walencja, Masters
  - 1977 Boston, Indianapolis, Tokio
  - 1978 Boston
  - 1979 Monachium
  - 1981 Palermo
  - 1982 Bournemouth
- gra podwójna
  - 1969 Barcelona
  - 1971 Nowy Jork, Salisbury
  - 1972 Salisbury, Barcelona, Bruksela, Eastbourne
  - 1973 Barcelona (z Juanem Gisbertem), Louisville (z Ionem Țiriacem)
  - 1974 Gstaad (z José Higuerasem), Monachium (z Antonio Munozem), Buenos Aires, Canadian Open, Teheran (wszystkie z Guillermo Vilasem)
  - 1975 Bournemouth, Kalkuta, Hamburg, Indianapolis, Teheran (wszystkie z Juanem Gisbertem)
  - 1976 Monachium, Walencja (oba z Juanem Gisbertem)
  - 1982 Viña del Mar (z Raúlem Ramírezem)

## Finały turniejowe
- gra pojedyncza
  - 1970 Buenos Aires, Monte Carlo
  - 1971 Caracas
  - 1972 Barcelona, Johannesburg, South Orange
  - 1973 Barcelona, Bastad, Cincinnati, Kitzbühel, Canadian Open, Rzym
  - 1974 Barcelona, Buenos Aires, Gstaad, Canadian Open, French Open
  - 1975 Kalkuta, Madryt, Rzym, Tokio, Walencja
  - 1976 Bournemouth, Düsseldorf, Hamburg, Londyn, Myrtle Beach (Pepsi Grand Slam), Sztokholm
  - 1977 Barcelona, Hamburg, Manila, North Conway
  - 1979 Madryt
  - 1980 Nicea
  - 1983 Nicea
- gra podwójna
  - 1972 Hampton, Kansas City, Madryt, Caracas
  - 1973 Barcelona (z Antonio Muñozem), Eastbourne, Hamburg, Indianapolis (wszystkie z Ionem Ţiriacem)
  - 1974 Tucson (z Tomem Edlefsenem), Monte Carlo (z Tonym Roche’em), Barcelona (z Guillermo Vilasem)
  - 1975 Bastad, Madryt, Tokio (wszystkie z Juanem Gisbertem)
  - 1976 Bournemouth, Canadian Open, Teheran (wszystkie z Juanem Gisbertem)
  - 1977 Madryt (z Antonio Muñozem)
  - 1978 French Open (z José Higuerasem)
  - 1982 Buenos Aires (z Angelem Gimenezem)